# The Milky Way (1936)
The Milky Way is een Amerikaanse filmkomedie uit 1936 onder regie van Leo McCarey. Destijds werd de film in Nederland uitgebracht onder de titel De melkboer.

## Verhaal
Wanneer zijn zus op straat wordt lastiggevallen, slaat de verlegen melkboer Burleigh Sullivan haar belager bewusteloos. Als blijkt dat die belager de bokskampioen Speed McFarland is, wordt Burleigh in één klap beroemd. Zijn bokspromotor Gabby Sloan is van plan Burleigh nog bekender te maken door hem te laten winnen in enkele doorgestoken wedstrijden om hem ten slotte weer te doen verliezen van McFarland.

## Rolverdeling
| Acteur           | Personage         |
| ---------------- | ----------------- |
| Harold Lloyd     | Burleigh Sullivan |
| Adolphe Menjou   | Gabby Sloan       |
| Verree Teasdale  | Ann Westley       |
| Helen Mack       | Mae Sullivan      |
| William Gargan   | Speed McFarland   |
| George Barbier   | Wilbur Austin     |
| Dorothy Wilson   | Polly Pringle     |
| Lionel Stander   | Spider Schultz    |
| Charles Lane     | Willard           |
| Marjorie Gateson | Mevrouw Winthrop  |